# مرآة محدبة

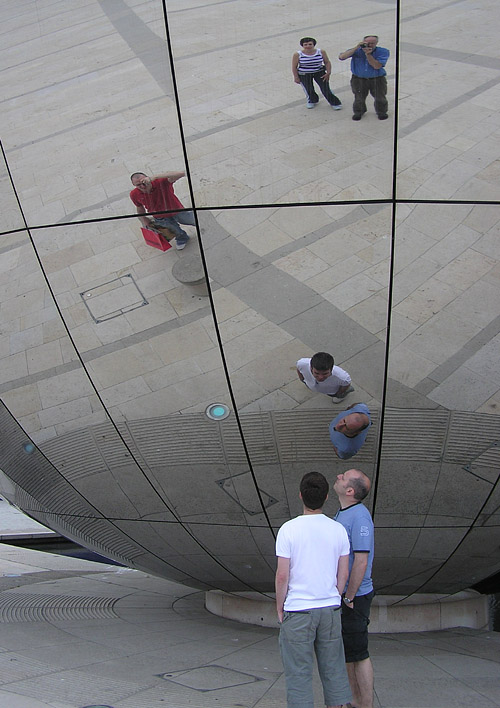
الرؤية في مرآة محدبة.

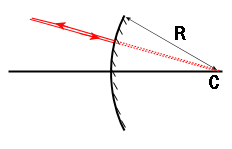
رسم لمرآة محدبة (الناظر يقف إلى اليسار).

المرآة المحدبة أو المرآة المفرقة (بالإنجليزية: Convex mirror)‏ هي مرآة منحنية للخارج تعكس الصور بزوايا منفرجة أقرب لحوافها من بؤرتها، وينتشر استخدامها في السيارات؛ لتمكن السائق من الرؤية بأكبر زاوية ممكنة، وتستخدم في مواقف السيارات لتعزيز الرؤية عن الاصطفاف.
عندما تري وجهك فيها ستجده مصغرا.

## خواص الصور المتكونة بواسطة المرآة المحدبة
تكون الصور المتكونة بالمرايا الكروية المحدبة دائمًا:
1. تقديرية
2. معتدلة (ليست مقلوبة)
3. مصغرة